# Bouzina
Bouzina (în arabă بوزينة) este o comună din provincia Batna, Algeria.
Populația comunei este de 13.383 de locuitori (2008).